# Emanuele Verona
Emanuele Verona (Fermo, 1º febbraio 1940 – Pistoia, 1º luglio 2008) è stato un pianista italiano, nonché un didatta di pianoforte.

## Biografia
Ha studiato dapprima a Palermo con Vincenzo Mannino e Turi Belfiore, poi a Firenze e al "Mozarteum" di Salisburgo con Rio Nardi.
In quel periodo frequenta il teologo Alfred Vaucher, Roberto Longhi e Luigi Dallapiccola.
Su suggerimento dello stesso Dallapiccola, vince una Borsa di studio e va a Mosca per due anni a studiare con Heinrich Neuhaus, del quale resta affezionatissimo allievo e che lo riconosce come naturale e fedele interprete di Fryderyk Chopin.
Successivamente (1957-1962) svolge un'intensa attività concertistica in Francia, Svizzera e in molti altri paesi europei.
Dopo una serie di concerti per commemorare negli Stati Uniti e in Canada il centenario della nascita di Ferruccio Busoni, nel 1966 è invitato a tenere la sua prima Master Class alla "Redlands University" di Los Angeles.
Contemporaneamente viene nominato "artist in residence" alla Loma Linda University di Los Angeles e poi alla Andrews University del Michigan, proseguendo l'attività concertistica e avendo allievi provenienti da tutto il mondo.
Tornato in Italia, ottiene la cattedra di pianoforte principale presso i Conservatori di Rovigo (1970-1978) e di Bologna (1979-1981), poi insegna per tre anni presso l'Istituto Universitario “Newbold College”, vicino a Londra (1981-1984) e poi, ancora in Italia, insegna presso i Conservatori di Campobasso (1985-1987), Adria (1987-1988), Fermo (1988-1997), Venezia (1997-2003) e Ferrara, mentre continua a tenere Master Class e corsi estivi in Europa (Svizzera, Germania, Svezia, Inghilterra).
Nel 1990 la "Société Paderewski" di Morges gli affida un corso internazionale di interpretazione pianistica e la presidenza del relativo concorso, per celebrare il ritorno delle spoglie del grande artista dall'Arlington Cemetery di Washington alla natìa Polonia.
Artista dotato di grande curiosità intellettuale, si è distinto per una frenetica quanto approfondita ricerca delle motivazioni e dei valori che nella musica compongono il significato stesso dell'esprimersi e ne diventano attualità pedagogica.